# Mesembrenona
Mesembrenona es un alcaloide constituyente de Sceletium tortuosum (Kanna). Similares a los antidepresivos sintéticos modernos, es un potente (IC50 < 1 μM) inhibidor selectivo del transportador de serotonina (SERT) (es decir, un inhibidor de la recaptación de serotonina ;Ki = 27 nM) y también una fosfodiesterasa 4 (PDE4) inhibidor (Ki = 470 nM).